# Melanopareia
Melanopareia Reichenbach, 1853 è un genere di uccelli passeriformi appartenente al sottordine Tyranni, l'unico ascritto alla famiglia Melanopareiidae Ericsson et al., 2010.

## Etimologia
Il nome scientifico del genere, Melanopareia, deriva dall'unione delle parole greche μελανος (melanos, "nero") e παρηιον (parēion, "guancia"), col significato di "dalle guance nere", in riferimento alla colorazione facciale delle varie specie ascritte.

## Descrizione
Al genere vengono ascritti uccelli di piccole dimensioni (14-16 cm di lunghezza), caratterizzati da aspetto paffuto e massiccio con grossa testa arrotondata e allungata dal becco conico piuttosto corto e sottile, zampe forti e piuttosto lunghe, ali appuntite e coda anch'essa lunga (praticamente quanto il corpo) e dall'estremità squadrata.

Il piumaggio è caratterizzato dalla presenza di una mascherina nera che va dai lati del becco all'area auricolare, coprendo occhi e guance (caratteristica alla quale il genere deve il proprio nome scientifico) e di un'area nera a mezzaluna sita sul petto appena sotto la gola (alla quale i pettolunato devono il proprio nome comune): gola ed area ventrale sono di colore più chiaro rispetto all'area dorsale, con le tinte che variano a seconda della specie presa in considerazione.

## Biologia
Si tratta di uccelli diurni e piuttosto schivi, riguardo alle abitudini dei quali si conosce ancora poco: essi sembrano condurre una vita solitaria, passando gran parte della giornata al suolo alla ricerca di cibo (sebbene tutte le specie di pettolunato siano in grado di volare) e nidificando al suolo o in basso fra i cespugli.

## Distribuzione e habitat
Il genere Melanopareia è limitato all'America meridionale, della quale le varie specie popolano la boscaglia secca a prevalenza cespugliosa dell'area compresa fra Brasile centrale, Argentina settentrionale ed Ecuador.

## Tassonomia
Al genere vengono ascritte 5 specie:
- Melanopareia torquata (zu Wied-Neuwied, 1831) - pettolunato dal collare;
- Melanopareia bitorquata  (d'Orbigny & Lafresnaye, 1837) - pettolunato dal doppio collare;
- Melanopareia maximiliani (d'Orbigny, 1835) - pettolunato capoliva;
- Melanopareia maranonica Chapman, 1924 - pettolunato del Marañón;
- Melanopareia elegans (Lesson, 1844) - pettolunato elegante;

In precedenza assegnato alla famiglia Rhinocryptidae, l'effettiva validità di tale assegnazione del genere Melanopareia è stata messa in discussione dagli studiosi sudamericani già a partire dal 2006, portando tre anni dopo, in seguito ad analisi di carattere molecolare, alla creazione di una nuova famiglia monotipica.
Il genere occupa un clade molto basale in seno ai Furnariides, vicino ai sister taxa Conopophagidae e Thamnophilidae.